# ライバーガー権
ライバーガー権（Lybarger rights）またはライバーガー警告（Lybarger admonition）とは、アメリカ合衆国のカリフォルニア州を中心に適用される警察官など公務員の憲法上の権利に関する法的原則である。特に、公務員が雇用主（政府）からの調査に協力するよう命じられた場合に関わる権利である。

## 概要
この権利は、1985年のカリフォルニア州最高裁判所判例、Lybarger v. City of Los Angelesにおいて確立された。すなわち、調査対象の公務員に対し「質問に答える義務があるが、その供述は後の刑事手続で不利に使用されない」という旨を伝えるライバーガー警告の制度が確立されたのである。この権利により、警察官は内部の懲戒調査で質問に答えることを強制されたとしても、その供述内容が刑事訴追に利用されることはなく、アメリカ合衆国憲法の修正第5条にもとづく自己負罪拒否の権利が保護される。
ミランダ警告が刑事事件の被疑者に対する黙秘権等の告知であるのに対し、ライバーガー権は警察官の内部調査に特有のものであり、憲法上の黙秘権と公務上の協力義務とのバランスを取る役割を果たしている。

## 経緯
Lybarger v. City of Los Angelesのケースでは、ロサンゼルス市警の警察官であるマイケル・ライバーガー氏が内部調査で協力を命じられた際、黙秘権を主張して職務を拒否したことで「不服従」として懲戒処分された。
ライバーガー氏は、自身の関与する容疑（虚偽逮捕や収賄など）について内部調査の尋問を受けた際、弁護士の助言もあって黙秘を貫いたものの、調査官からは「協力しなければ服務規程違反（命令不服従）で処分される可能性がある」と告げられた。この時点で彼には供述が刑事事件で使われないという保証が与えられないままであった。結果、彼は命令不服従による不従順として解雇処分となる。
ライバーガー氏は処分を不服として訴訟を起こし、カリフォルニア州最高裁は「内部調査に協力しない警察官は懲戒され得る」が、「本件では供述が刑事で使用されない旨の告知が一切なされていなかったため、処分は無効である」と判断した。
裁判所は、「公務員には潜在的に刑事責任を問われうる質問であっても回答を拒む絶対的権利はない。むしろ、その自己負罪特権は、供述を後の刑事訴追で使用しないことによって十分に保護される」との原則を明示し、後述のPOBRA 3303条(h)項に基づく告知、すなわちライバーガー警告の重要性を強調した。

## 権利の典拠
1977年に制定されたカリフォルニア州法「治安職員手続き上の権利章典」（POBRA = Public Safety Officers Procedural Bill of Rights Act）では、治安職員、つまり警察官がその指揮官または雇用する治安部門の他の職員による調査を受け、懲罰措置につながる可能性のある尋問を受ける場合、当該尋問は一定の条件に従って実施されるものとするよう規定されている。
以下はその抜粋と要約である。
- 尋問は、治安職員が勤務または活動している合理的な時間に実施されなければならない。
- 調査対象となる治安職員は尋問に先立ち、尋問を行う尋問官、その責任者、尋問に同席する者の階級、氏名、および指揮系統について告げられなければならない。
- 尋問中の治安職員は、侮辱的な言葉を用いたり、懲罰的措置を脅迫したりしてはならない。ただし、質問への回答または尋問への服従を拒否する職員には、捜査または尋問に直接関連する質問への回答を怠った場合、懲罰的措置が取られる可能性があることを告げなければならない。
- 治安職員が強迫、強制、または懲罰的措置の脅迫を受けて尋問中に行った供述は、その後の民事訴訟において証拠として認められない。
- 治安職員に対する尋問の前または尋問中に、その職員が刑事犯罪で起訴される可能性があると判断された場合、その職員は憲法上の権利を直ちに知らされるものとする。

特に最後の項（実際のPOBRAでは(h)項）の「憲法上の権利の告知」、つまり黙秘権等の保証を伝えることが、後に裁判所によってライバーガー警告を意味すると解釈された。
一方POBRAでは「調査で質問への回答を拒否した職員は懲戒処分の対象になりうる」ことも明記しており、警察官には内部調査で協力する義務が課されている。
この判例により、以後カリフォルニア州の警察機関は内部調査で刑事訴追の可能性がある場合、必ず冒頭にライバーガー警告を発する運用を行うようになった。

ライバーガー警告として決まった文言があるわけではないが、たとえば次のような例がある。
You are advised that under normal circumstances you have the right to remain silent and to not incriminate yourself, but this is an administrative investigation and, as such, you are ordered and required to give a statement and answer all questions truthfully. If you fail to answer questions related to the allegations in this case, you could be subjected to punitive action, up to and including termination for insubordination.
主に次の点を伝える。
- 通常は黙秘権が認められているが、今回の調査は行政調査（内部調査）であること。
- そのため、職務命令として供述が求められており、それを拒否すれば懲戒処分（不服従等）になる可能性がある。
- ただし、その供述は刑事手続で使用されない（証拠として使われない）。

## 意義
ライバーガー権の確立による意義は、警察官に対する内部調査を円滑かつ公正に進めつつ、当該警察官の憲法上の権利を守る点にある。組織としては、職員が黙秘権を盾に不正を隠避し内部規律が保てなくなる事態を防ぎつつも、個人の自己負罪拒否の権利を侵害しないよう配慮する必要がある。
ライバーガー警告という仕組みは、「黙秘そのものは許さないが、その代わり供述内容は刑事責任に結び付けない」という条件を提示することで、組織の調査権と個人の憲法上の権利を調和させている。
この結果、警察官は内部調査に協力しない限り職を失うリスクを負うものの、協力して事実を話した場合にはその発言が刑事上の不利益に直結することはない。これは警察の不祥事や汚職の内部解明にとって不可欠な仕組みであり、ライバーガー事件判決後のロサンゼルス市警では調査への協力を促進しつつ、将来の刑事訴追での不公平を防止する運用が定着した。